# Vlastibor Konečný
Vlastibor Konečný (* 2. Januar 1957 in Frýdek-Místek) ist ein ehemaliger tschechoslowakischer Radrennfahrer und nationaler Meister im Radsport.

## Sportliche Laufbahn
Konečný war Teilnehmer der Olympischen Sommerspiele 1980 in Moskau. Im Mannschaftszeitfahren gewann er gemeinsam mit Alipi Kostadinov, Jiří Škoda und Michal Klasa die Bronzemedaille. Im olympischen Straßenrennen wurde er als 17. klassiert.
1975 siegte er in der Lidice-Rundfahrt, einem traditionsreichen Etappenrennen über drei Etappen. 1978 gewann er den Sealink International Grand Prix, ein Etappenrennen in Großbritannien, wobei er einen Tagesabschnitt für sich entschied. Die Türkei-Rundfahrt gewann er ebenfalls.
1979 folgten ein Etappensiege im Giro del Bergamasco (Settimana Ciclistica Lombarda) und in der Tour de Bohemia. Bei den UCI-Straßen-Weltmeisterschaften wurde er 6. im Mannschaftszeitfahren. Die DDR-Rundfahrt fuhr er 1980 und wurde 16. des Endklassements. 1980 wurde er nationaler Meister im Mannschaftszeitfahren.
In der Internationalen Friedensfahrt startete Konečný 1978, wobei er 16. des Endklassements wurde. 1979 wurde er 40. und 1981 34.

## Berufliches
1991 gründete er seine eigene Radfirma Cyclo-Konecny in Frýdlant nad Ostravicí.